# ホオジロ
ホオジロ（頬白、黄道眉、画眉鳥、Emberiza cioides）は、スズメ目ホオジロ科ホオジロ属に分類される鳥類の一種。東アジアに広く分布し、顔の模様とさえずりが特徴的な小鳥である。

## 分布
シベリア南部、中国から沿海地方、朝鮮半島、日本まで、東アジアに広く分布する。
日本では種子島、屋久島から北海道まで分布し、身近な野鳥の一つである。基本的に長距離の渡りはしない。本州以南では留鳥だが、北海道などの寒冷地では夏鳥として渡来繁殖し、冬季は暖地や南方へ移動する。

## 形態
成鳥は全長17 cmほどでスズメとほぼ同じ大きさだが、尾羽が長い分だけ大きくみえる。翼開長が約24 cm。成鳥の顔は喉・頬・眉斑が白く目立ち、「頬白」の和名はここに由来する。一方、頭・過眼線・顎線は褐色で、先の白色部と互い違いの帯模様のように見える。オスは過眼線が黒いが、メスは褐色なのでよく観察すると区別がつく。メスの方がオスよりも全体に色が淡い。幼鳥は顔の色分けが不鮮明で、全体的に淡褐色をしている。
くちばしは短く太い円錐形をしている。頭頂部は褐色と黒の羽毛が混じり、短い冠羽がある。首から下は全体的に赤褐色だが、背中には黒い縦しまがあり、翼の風切羽は褐色に縁取られた黒色である。また、尾羽の両外縁2枚は白く、飛翔時に尾羽を広げるとよく目立つ。

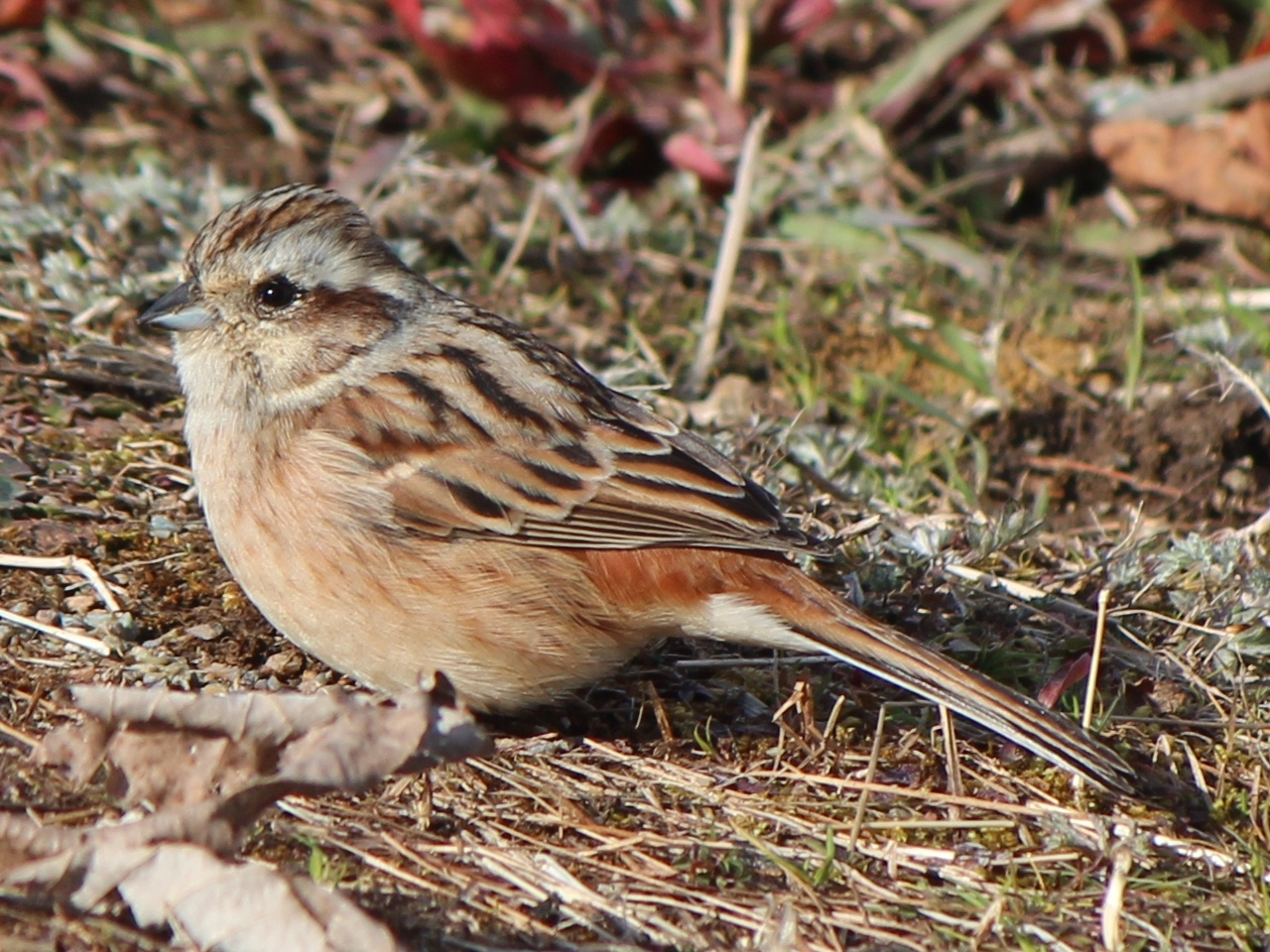
メス
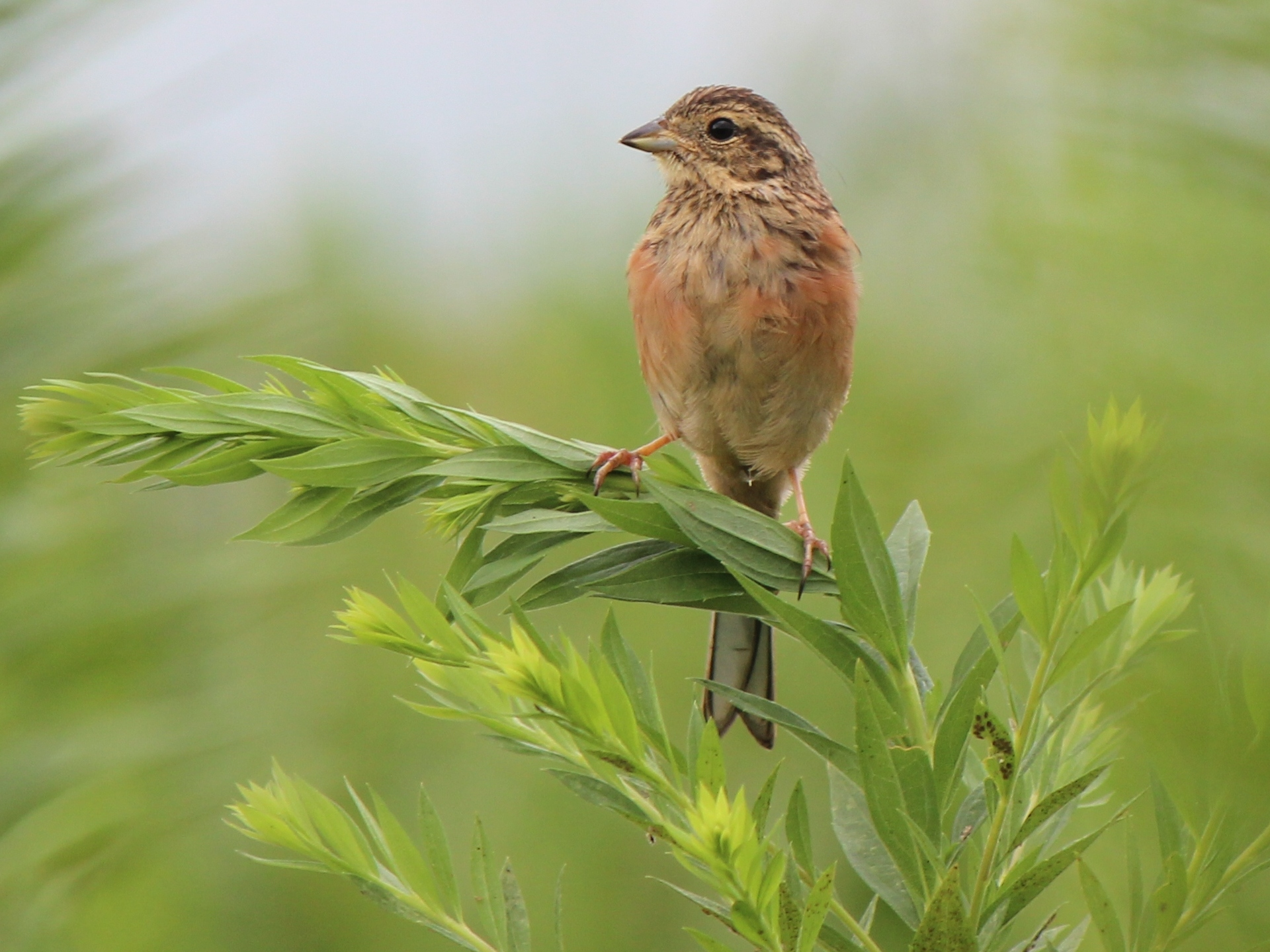
幼鳥
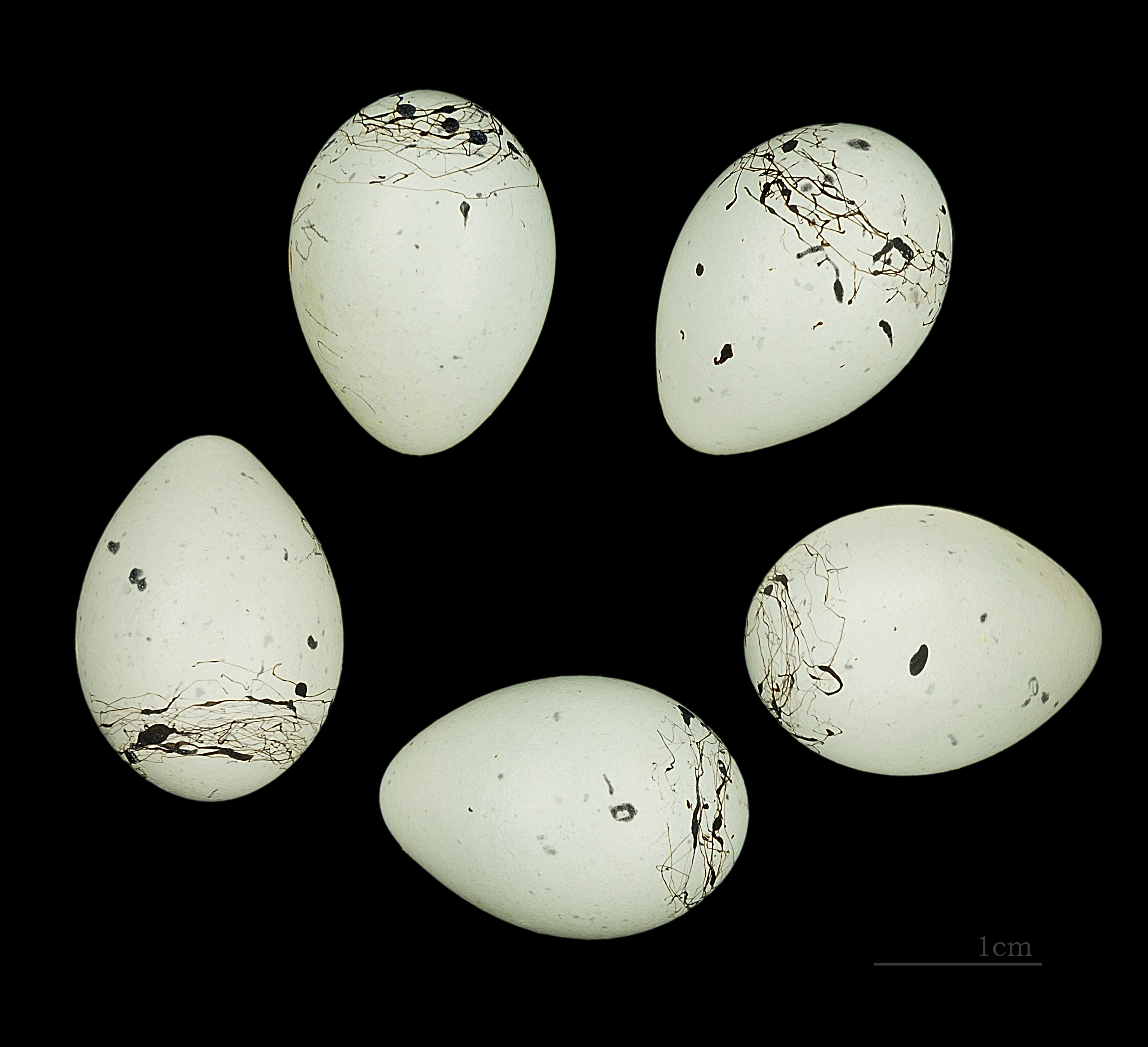

## 生態
平地や丘陵地の森林周辺、農耕地、草原、荒地、果樹園、河原など明るく開けた場所に生息する。主に地上や樹上で活動し、草の茂みに潜むことがある。単独または数羽ほどの小さな群れで行動する。
食性は雑食性で、繁殖期には昆虫類、秋から冬には植物の種子を食べる。
繁殖期は日本では4-7月。低木の枝や地上に枯れ草を組んで椀状の巣を作り、一度に3-5個前後の卵を産む。畑の背の高い作物の間に営巣することもある。卵は白色で、黒褐色の斑点や曲線模様がある。また、カッコウに托卵されることがある。抱卵期間は約11日で、雌が抱卵する。雛は約11日で巣立ちするが、その後も親から給餌を受け約1ヶ月で親から独立する。
春になるとオスは草木の上に止まってさえずる。地域や個体による差があるが、さえずりの節回しは独特で「ピッピチュ・ピーチュー・ピリチュリチュー」などと聞こえる。この鳴き声の聞きなしとして「一筆啓上仕候」（いっぴつけいじょうつかまつりそうろう）「源平つつじ白つつじ」などが知られている。

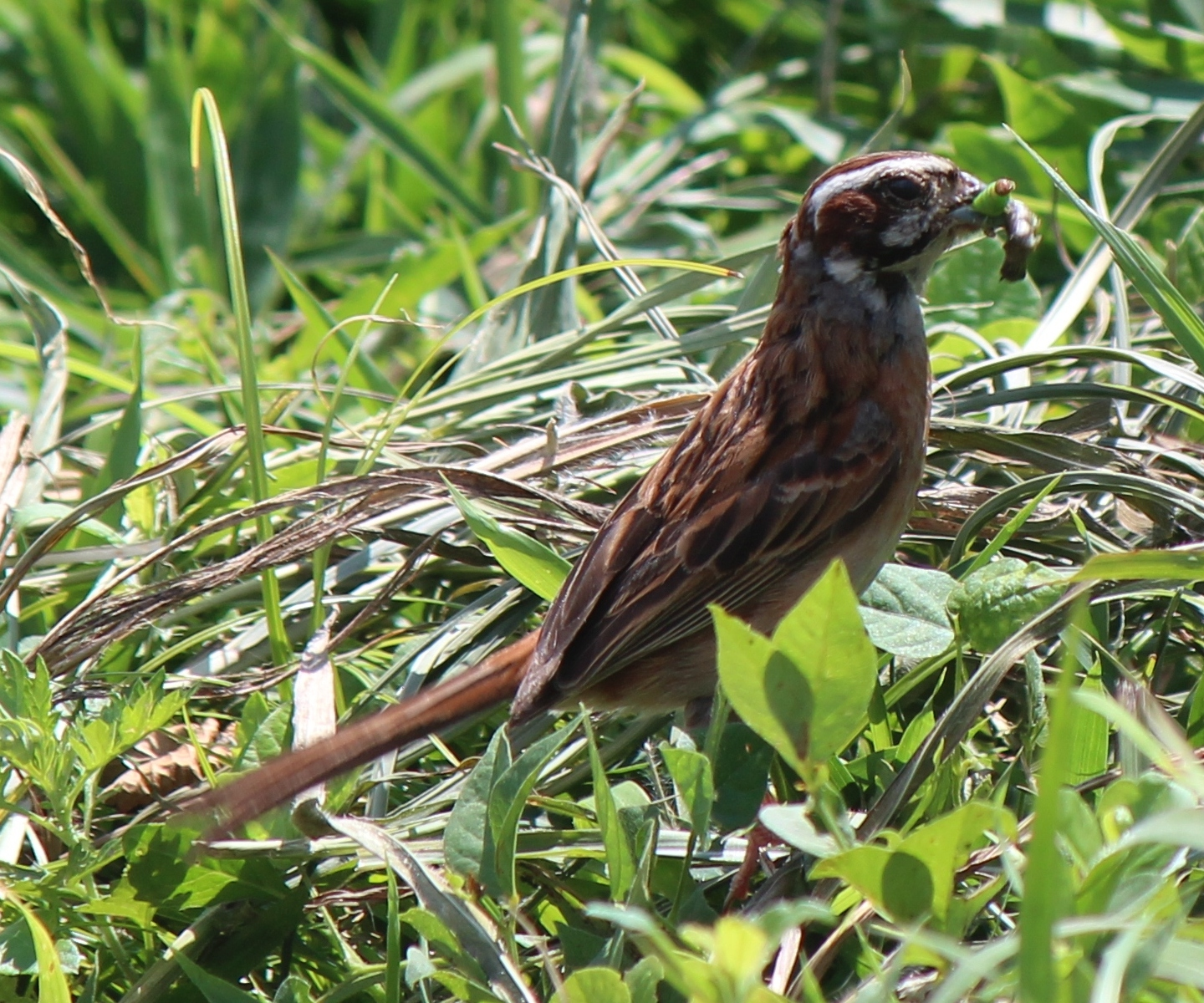
餌をくわえているメス
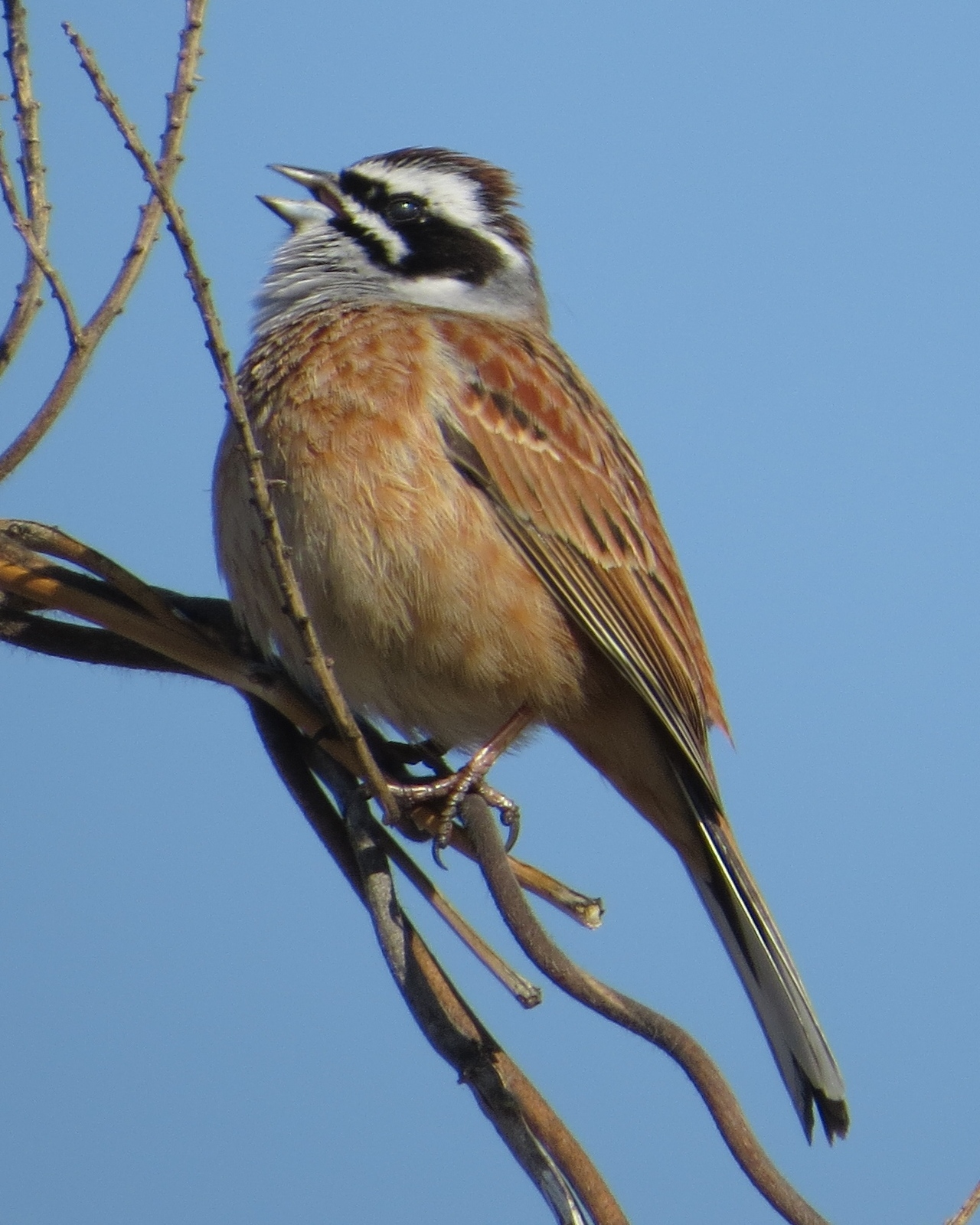
木の上でさえずるオス

## 亜種
以下の亜種に分類されている。
- Emberiza cioides tarbagataica Sushkin, 1925 - ニシホオジロ。中国北西部に分布する。
- Emberiza cioides cioides Brandt, 1843 - モウコホオジロ。シベリア中南部、中国東北部、北朝鮮に分布する。
- Emberiza cioides weigoldi Jacobi, A, 1923 - シベリアホオジロ。シベリア南東部とモンゴル王国に分布する。
- Emberiza cioides castaneiceps Moore, F, 1856 - チョウセンホオジロ。中国東部と韓国に分布する。
- Emberiza cioides ciopsis Bonaparte[8], 1850 - ホオジロ。サハリン、千島列島、日本に分布する。

## 種の保全状況評価
国際自然保護連合（IUCN）により、軽度懸念（LC）の指定を受けている。個体数は安定している。
日本では、千葉県でレッドリストの要保護生物（C）（環境省の絶滅危惧II類相当）、埼玉県で地帯別危惧の指定を受けている。

## 自治体指定の鳥
日本では多数の自治体の鳥に指定されている。また合併前に指定されていた。
- 天童市 - 山形県
- 白河市 - 福島県
- 表郷村 - 現在の福島県白河市
- 千葉県
- 白井市 - 千葉県
- 板倉町 - 現在の新潟県上越市
- 菊川町 - 現在の静岡県菊川市
- 御浜町 - 三重県南牟婁郡
- 新旭町 - 現在の滋賀県高島市
- 甲南町 - 現在の滋賀県甲賀市
- 大宇陀町 - 現在の奈良県宇陀市
- 海南市 - 和歌山県
- 香北町 - 現在の高知県香美市
- 福岡市 - 福岡県
- 南阿蘇村 - 熊本県阿蘇郡、合併前の長陽村
- 大津町 - 熊本県菊池郡
- 阿蘇町 - 現在の熊本県阿蘇市
- 植木町 - 現在の熊本県熊本市
- 錦町 - 熊本県球磨郡
- 三股町 - 宮崎県北諸県郡
- 高千穂町 - 宮崎県西臼杵郡
- 牧園町 - 現在の鹿児島県霧島市